# Livingstone-Macleod
Circonscription électorale provinciale du Canada
Livingstone-Macleod (auparavant Pincher Creek-Macleod) est une circonscription électorale provinciale de l'Alberta (Canada), située dans le sud-ouest de la province. Son député actuel est Pat Stier du Parti Wildrose.

## Liste des députés
| Années                | Années                | Député                | Parti politique           |
| Pincher Creek-Macleod | Pincher Creek-Macleod | Pincher Creek-Macleod | Pincher Creek-Macleod     |
| --------------------- | --------------------- | --------------------- | ------------------------- |
|                       | 1993 - 1997           | David Coutts          | Progressiste-conservateur |
| Livingstone-Macleod   |                       |                       |                           |
|                       | 1997 - 2001           | David Coutts          | Progressiste-conservateur |
|                       | 2001 - 2004           | David Coutts          | Progressiste-conservateur |
|                       | 2004 - 2008           | David Coutts          | Progressiste-conservateur |
|                       | 2008 - 2012           | Evan Berger           | Progressiste-conservateur |
|                       | 2012 - 2015           | Pat Stier             | Wildrose                  |
|                       | 2015 - (actuel)       | Pat Stier             | Wildrose                  |